# Laurs Laursen
Laurs Rasmus Laursen, född 16 januari 1864, död 2 januari 1936, var en dansk historiker och arkivman.
Laursen blev 1889 assistent i Rigsarkivet, 1912 arkivarie och 1924 riksarkivarie. Han var en allsidig och duglig arkivman och en framstående utgivare. 1890-92 utgav han Kronens Skøder 1535-1648, 1893-1925 Kancelliets Brevbøger 1561-1626 (14 band), 1907-30 Danmark-Norges Traktater 1523-1686 (8 band). Inledningarna till traktaten är självständiga vetenskapliga avhandlingar. Lurens var 1903-05 medutgivare av Dansk biografisk Lexikon och hade överinseende över den från 1933 utgivna nya reviderade upplagan av verket. Under Grönlandsprocessen 1931-33 gav Laursen och Rigsarkivet den danska Haagdelegationen ett betydelsefullt stöd.

## Utmärkelser
- Dannebrogsmännens hederstecken,  1929[2]
- Kommendör av Dannebrogorden,  1934[2]

[Redigera Wikidata]